# Kiefersfelden
Kiefersfelden est une commune de Bavière (Allemagne), située dans l'arrondissement de Rosenheim, dans le district de Haute-Bavière.

## Géographie
Kiefersfelden est traversé par l'Inn. La ville abrite la König-Otto-Kapelle.

## Jumelages
- Damville (France) depuis le 20 juin 1971